# Jean-Baptiste Maunier
Jean-Baptiste Maunier (Brignoles, 22 de dezembro de 1990 é um cantor e ator francês revelado pelo filme Les Choristes.

## Biografia
Filho de Muriel e Thierry Maunier, cinegrafista da France 2, Jean-Baptiste Maunier passou sua juventude em Sainte-Foy-lès-Lyon, na periferia de Lyon. No sexto ano,  estréia como solista, no coro Petits Chanteurs de Saint Marc, dirigido por Nicolas Porte. 
Em 2003, foi escolhido para atuar no papel de Pierre Morhange no seu primeiro filme de longa-metragem, Les Choristes, de Christophe Barratier. Ele também interpreta a trilha sonora original do filme, da qual foram vendidos  800 000 discos, na França.  
Também interpretou, ao lado de Clémence Saint-Preux, o Concerto para duas vozes - adaptação do Concerto para uma só voz, do compositor francês Saint-Preux ,  pai de Clémence. 
Jean-Baptiste Maunier deixou o coro em fevereiro de 2005 e, a partir de 2005, participou dos shows Les Enfoirés.
Interpretou o personagem do jovem Robert no filme de TV, em quatro episódios, O Grito, sob a direção de Hervé Basileia, produzido em 2006, para a France 2, e atua ao lado de Nicolas Duvauchelle e Clémence Poésy, em Le Grand Meaulnes por Jean-Daniel Verhaeghe. Paralelamente,  empresta sua voz à animação  Saxo Piccolo, Saxo et Cie. 
Em 2007, estrelou o filme Sid Hellphone, de James Huth. No mesmo ano, atuou no papel de Octave L'Auberge Rouge de Gérard Krawczyk, onde reencontra Gerard Jugnot ao lado de Christian Clavier e Josiane Balasko. 
Em 2008,  estuda  no Lee Strasberg Theatre and Film Institute, uma prestigiada escola de teatro, em Nova York. 

## Filmografia
| Ano                       | Cinema/Televisão                | Diretor              | Papel           | Notas                              |
| ------------------------- | ------------------------------- | -------------------- | --------------- | ---------------------------------- |
| 2004                      | Les Choristes                   | Christophe Barratier | Pierre Morhange |                                    |
| 2005                      | Les Choristes en concert        | Nicolas Gate         | Solista         | Concert lançado em DVD             |
| 2006                      | O Grito                         | Herve Basileia       | Robert Young    | Telefilm quatro episódios          |
| Meaulnes Le Grand         | Seurel Francis                  |                      |                 |                                    |
| Piccolo, Saxo and Company | Marco Villamizar Eric Gutierrez | Saxo                 | Voz             |                                    |
| 2007                      | Hellphone                       | James Huth           | Sid             |                                    |
| 2007                      | The Red Inn                     | Gerard Krawczyk      | Octave          |                                    |
| 2007                      | A Carta                         | François Hanss       | Guy Moquet      | Curta-Metragem                     |
| 2010-2011                 | Perfect Baby                    | -                    | -               | Produção franco-Chinoise - Ligando |

## Discografia
- 2004: Les Choristes, trilha sonora original do filme
- 2004: Les Petits Chanteurs de Saint Marc, recital (12/2004)
- 2005: Le Train des Enfoirés
- 2005: Les Choristes en Concert
- 2005: Concerto Pour Deux Voix (em dueto com Clémence Saint-Preux)
- 2005 : Les Choristes en concert de Nicolas Porte, solista (concerto editado em DVD)
- 2006 : Piccolo, Saxo et Cie
- 2010 : Mistral gagnant
- 2014 : Le Monde qui est le mien, We Love Disney 2'8
- 2015 : Je reviens
- 2016 : Je ne dors plus
- 2017 : Je pars

## Filmografia

### Longas-metragens
- 2004 : Les Choristes, de Christophe Barratier (Pierre Morhange)
- 2006 : Le Grand Meaulnes, de Jean-Daniel Verhaeghe  (François Seurel)
- 2007 : Hellphone, de James Huth (Sid)
- 2007 : L'Auberge rouge, de Gérard Krawczyk (Octave)
- 2011 : Perfect Baby de Wang Jing (Alex)
- 2014 : Le Bruit d'un cœur qui tremble, de Francis Renaud  (Rimbaud)